# Albacete (provincie)
Albacete is een provincie van Spanje en maakt deel uit van de regio Castilië-La Mancha. De provincie heeft een oppervlakte van 14.926 km². De provincie telde 401.682 inwoners in 2010 verdeeld over 87 gemeenten.
Hoofdstad van Albacete is Albacete.
Tot 1978 vormde Albacete een provincie van Murcia, sindsdien werd het een provincie van Castilië-La Mancha.

## Bestuurlijke indeling
De provincie Albacete bestaat uit 7 comarca's die op hun beurt uit gemeenten bestaan. De comarca's van Albacete zijn:
- Llanos de Albacete
- Campos de Hellín
- La Mancha del Júcar-Centro
- La Manchuela
- Monte Ibérico-Corredor de Almansa
- Sierra de Alcaraz y Campo de Montiel
- Sierra del Segura

Zie voor de gemeenten in Albacete de lijst van gemeenten in provincie Albacete.

## Demografische ontwikkeling
Bron: INE
Opm: Bevolkingscijfers in duizendtallen